# هال بیچ
هال بیچ (به انگلیسی: Hall Beach) یک منطقهٔ مسکونی در کانادا است که در نوناووت واقع شده‌است. هال بیچ ۱۶٫۸۲ کیلومتر مربع مساحت و ۸۴۸ نفر جمعیت دارد و ۸ متر بالاتر از سطح دریا واقع شده‌است.